# Torneo de Bruselas
El Brussels Ladies Open, también conocido como Open de Bruxelles, fue un torneo de tenis de la WTA que tuvo lugar en Bruselas, Bélgica, la semana anterior al Torneo de Roland Garros y la misma semana que el Torneo de Estrasburgo. El Abierto de Bruselas se disputó por primera vez en la temporada de 2011 reemplazando al Torneo de Varsovia, Polonia.  El torneo se jugaba en el Royal Primerose Tennis Club. En 2014, el torneo fue bajado de categoría Premier a International y después cancelado debido a problemas financieros.

## Finales pasadas

### Individuales
| Año  | Campeona            | Finalista    | Resultado     |
| ---- | ------------------- | ------------ | ------------- |
| 2011 | Caroline Wozniacki  | Shuai Peng   | 2-6, 6-3, 6-3 |
| 2012 | Agnieszka Radwańska | Simona Halep | 7-5, 6-0      |
| 2013 | Kaia Kanepi         | Shuai Peng   | 6-2, 7-5      |

### Dobles
| Año  | Campeonas                           | Finalistas                     | Resultado        |
| ---- | ----------------------------------- | ------------------------------ | ---------------- |
| 2011 | Andrea Hlaváčková Galina Voskoboeva | Klaudia Jans Alicja Rosolska   | 3-6, 6-0, [10-5] |
| 2012 | Bethanie Mattek-Sands Sania Mirza   | Alicja Rosolska Jie Zheng      | 6-3, 6-2         |
| 2013 | Anna-Lena Groenefeld Kveta Peschke  | Gabriela Dabrowski Shahar Peer | 6-0, 6-3         |